# Be Smile Project
Be Smile Project（ビースマイルプロジェクト）は、日本のボランティア活動。2009年に日本の漫画家が中心となって立ち上げた。代表は須本壮一（本そういち）、副代表は葉月京。

## 概要

### プロジェクト発足のいきさつ
2008年、二児のシングルマザーで漫画家の葉月京が、毎日のように流れる児童虐待に関わるニュースに対して心を痛め、児童養護施設への訪問活動を開始した。そこに、以前より親交があった漫画家本そういちが合流し、施設訪問を通して形になっていった。

### 活動テーマ
子ども達を取り巻く環境の変化と、その必要とされる変化し続けるニーズをキャッチし、今必要とされる臨機応変なテーマを世間へ提案する。
キックオフテーマとして情緒障害児短期治療施設への支援を掲げている。

## 組織

### 事務局
- 東京都港区

### 組織概要
組織は運営とスマイルサポーター、スマイルメンバーで構成される。
運営組織
代表 須本壮一
副代表 葉月京
スマイルサポーター
活動に共感を示す著名人で構成される。立ち上げ当初は主に漫画家で構成されている。
スマイルメンバー
活動に共感する人々で組織される「Be Smile Club」の会員。
Be Smile Clubとは、いわばBe Smile Projectのファンクラブ的存在であり、スマイルメンバーはその会員である。スマイルメンバー限定のイベントに参加できるなど、より近い距離で活動に参加することができる。

### スマイルサポーター
| - 赤星たみこ（漫画家） - アメリカザリガニ（お笑いコンビ） - 有藤せな（漫画家） - 石川サブロウ（漫画家） - 板垣恵介（漫画家） - いのうえさきこ（漫画家） - 臼井儀人（漫画家） - 宇和川恵美（声優） - 大家友和（プロ野球選手） - 緒方てい（漫画家） - 風間やんわり（漫画家） - 神田純（漫画家） - 片山まさゆき（漫画家） - 克・亜樹（漫画家） - カナヘイ（イラストレーター） - かわぐちかいじ（漫画家） - きらたかし（漫画家） - 北野誠（タレント） - 国友やすゆき（漫画家） - こしばてつや（漫画家） - 小林まこと（漫画家） - 西原理恵子（漫画家） - 佐藤マコト（漫画家） - 嶋尾康史（俳優） - 菅田うり（漫画家） - 瀬口たかひろ（漫画家） - 高口里純（漫画家） - 立野真琴（漫画家） - 玉置一平（漫画家） |  | - ちばてつや（漫画家） - 寺沢大介（漫画家） - 寺沢武一（漫画家） - 藤栄道彦（漫画家） - とみさわ千夏（漫画家） - 七月鏡一（脚本家） - 能勢浩(ビーグル38)（お笑い芸人） - 福島孝徳（脳外科医） - 福本伸行（漫画家） - 藤沢とおる（漫画家） - 藤島康介（漫画家） - 藤原カムイ（漫画家） - 藤原芳秀（漫画家） - ふなつ一輝（漫画家） - 星樹（漫画家） - 細野不二彦（漫画家） - 松本耳子（漫画家） - 三浦みつる（漫画家） - 嶺岸信明（漫画家） - 宮崎摩耶（漫画家） - 宮下英樹（漫画家） - 村上もとか（漫画家） - 安田弘之（漫画家） - 山口かつみ（漫画家） - 山田可南（漫画家） - 山本航暉（漫画家） - 山本貴嗣（漫画家） - 吉野聡留（歌手） |

## 活動

### 活動目的
- 施設訪問での直接の子ども達との交流活動
- 子ども達を取り巻く実態についての啓蒙活動
- チャリティグッズオークション等のチャリティ活動

### 活動実績
- 2009年 2月
  - 長崎県大村市の情緒障害児短期治療施設「大村 椿の森学園」を訪問。
- 2009年 5月
  - 長崎県大村市の情緒障害児短期治療施設「大村 椿の森学園」を訪問。
- 2009年 6月
  - 京都府亀岡市の児童養護施設「青葉学園」を訪問し、漫画教室を開催。
- 2009年 8月
  - 長崎県大村市の情緒障害児短期治療施設「大村 椿の森学園」をスマイルサポーターの漫画家4名と共に訪問。
  - 京都府亀岡市の児童養護施設「青葉学園」を訪問。
- 2010年 1月
  - 長崎県大村市の情緒障害児短期治療施設「大村 椿の森学園」をNPO団体「NPO Field of Dreams」と共に訪問予定。同市にある大村航空基地を訪問し野球交流会を行う。
  - 第一回チャリティオークション(Yahoo!Japan 協力)を開催。
- 2010年 6月
  - 大阪府にある福祉施設「大阪水上隣保館」を訪問し、ミュージシャン、手品師の方々と共に子どもたちとの交流を行う。
- 2010年 8月
  - NPO団体「NPO Field of Dreams」との合同企画として、長崎県大村市の情緒障害児短期治療施設「大村 椿の森学園」の子どもたちを関東に招待し、プロ野球観戦や漫画家仕事場訪問などで交流を行う。
  - NPO団体「CROP.-MINORI-」のイベント「ドルフィンプレイin御蔵島」にBe Smile Project枠を設ける形で協賛。

## WEBサイト

### 漫画
オフィシャルWEBサイトでは、漫画で子ども達の取り巻く環境を伝えている。
ドキュメント情短 作：福原雅也
自身の長崎県大村市の情緒障害児短期治療施設「大村 椿の森学園」を訪問した際の体験談を漫画にしている。
うり坊の「晴れ時々晴れ」 作：菅田うり
自身の児童養護施設時代の体験談をカラー漫画にしている。
スマイルサポーターインタビュー 作：柏葉比呂樹
スマイルサポーターへのインタビューをBe Smile Projectの独自観点から行い、それを記事にしている。
毎回4コマ漫画でも、インタビューを振り返る。

### 協力
- オフィシャルWEBサイト 子どもキャラクターデザイン 葉月京
- オフィシャルWEBサイト 作画 柏葉比呂樹
- テーマソング 「Be Smile」 突き指パンダ